# Edoardo Severgnini
Edoardo Severgnini   (Milà, 13 de maig de 1904 - Milà, 29 de gener de 1969) va ser un ciclista italià, que fou professional entre 1929 i 1939. Es va especialitzar en el ciclisme en pista, concretament en el mig fons, on va aconseguir dues medalles de bronze als Campionats del món i cinc campionats italians. El 1928 va prendre part en els Jocs Olímpics d'Estiu d'Amsterdam, on va ser eliminat en sèries en la prova de velocitat individual.

## Palmarès en pista
- 1932
  - 1r als Sis dies de Filadèlfia (amb Willie Grimm)
- 1934
  -  Campió d'Itàlia de mig fons
- 1936
  -  Campió d'Itàlia de mig fons
- 1937
  -  Campió d'Itàlia de mig fons
- 1938
  -  Campió d'Itàlia de mig fons
- 1939
  -  Campió d'Itàlia de mig fons